# 博南扎 (愛達荷州)
博南扎（英語：Bonanza）是位於美國愛達荷州卡斯特縣的一個鬼鎮。由於此地已於19世紀被荒廢，本地已無人居住。

## 地理
博南扎的座標為44°22′14″N 114°43′40″W / 44.37056°N 114.72778°W，而該地的平均海拔高度為1943米（即6375英尺）。